# Dirk Weidner
Dirk Weidner (* 11. Mai 1976 in Würzburg) ist ein deutscher Schauspieler und Musiker.

## Leben
1992 trat er erstmals als Sänger für den Titelsong der Fernsehserie Als die Tiere den Wald verließen in Erscheinung (Corinna und Dirk: Gib niemals auf, produziert von Giorgio Moroder).
Nach seiner Schauspielausbildung an der Neuen Münchner Schauspielschule prägten Theater und Musical sein Schaffen und es folgte eine Zusammenarbeit mit den Uckermärkischen Bühnen Schwedt.
Neben der Arbeit auf der Bühne ist Weidner als Songschreiber und Texter sowie als Musikproduzent tätig.
Er schrieb mit Sandra Pagel das Musical Sex on the Beach und spielte Theater- und Musicalrollen wie Dr. Frank N. Furter in The Rocky Horror Show.
2015 spielte er den Hauptmann von Schlettow in der Musical-Adaption des Stücks Der Hauptmann von Köpenick von Carl Zuckmayer im Hof des Rathauses Köpenick.
2017 verkörperte er die Titelfigur Martin Luther in dem Musical Luther – Zwischen Liebe, Tod und Teufel.
Nach seinem Soloalbum Bis zur Unendlichkeit produziert Weidner seit 2018 unter dem Pseudonym „Dwike“ Popmusik.
2021 hat er sich bei der elften Staffel von The Voice of Germany beworben. Er sang bei der „Blind Audition“ Zünde alle Feuer von Philipp Poisel und ging ins Team Johannes.

## Theater
- 2003–2005: Landestheater Dinkelsbühl
- 2005–2006: Tribüne-Berlin
- 2006: Fritz Rémond Theater Frankfurt
- 2007–2011: Uckermärkische Bühnen Schwedt
- 2013: Beelitzer Festspiele
- 2013: Staatsoperette Dresden
- 2015: Köpenicker Rathaushof
- 2015: Zimmertheater Heidelberg
- 2017: Uckermärkische Bühnen Schwedt

## Musik
- 1992: Titelsong der TV-Serie „Als die Tiere den Wald verließen“ (Corinna und Dirk – Gib niemals auf, Prod.: Giorgio Moroder)[7]
- 1995–1997: Deutscher Grungerock mit „Dosis“[8]
- 2013: Solo Debut Album „Bis zur Unendlichkeit“[9]
- 2018: Indie-Pop „Dwike“

## Belege
1. ↑  Sex On The Beach Musical. Abgerufen am 23. Juni 2020.
2. ↑  MOZ. In: Märkische Oderzeitung. 10. März 2013, archiviert vom Original.
3. ↑  Musical Zentrale "Der Hauptmann von Köpenick". Abgerufen am 23. Juni 2020.
4. ↑  Luther – Zwischen Liebe, Tod und Teufel (Schwedt 2017). In: unitedmusicals.de. UM Verlag und Medien GmbH, abgerufen am 1. Juli 2020.
5. ↑  Pressemitteilung: "Bis zur Unendlichkeit". In: PRmaximus. 8. Mai 2013, abgerufen am 23. Juni 2020.
6. ↑  The Voice of Germany - Dirk "Dwike" Weidner: "Zünde Alle Feuer". 31. Oktober 2021, abgerufen am 31. Oktober 2021.
7. ↑  Corinna und Dirk. Abgerufen am 23. Juni 2020.
8. ↑  Dosis-Parabel. In: youtube. Abgerufen am 1. Juli 2020.
9. ↑  Dirk Weidner " Bis zur Unendlichkeit". Abgerufen am 23. Juni 2020.

| Personendaten    | Personendaten                      |
| ---------------- | ---------------------------------- |
| NAME             | Weidner, Dirk                      |
| KURZBESCHREIBUNG | deutscher Schauspieler und Musiker |
| GEBURTSDATUM     | 11. Mai 1976                       |
| GEBURTSORT       | Würzburg                           |